# 王様ゲーム (C&Kの曲)
『王様ゲーム』（おうさまゲーム）は、C&Kの6枚目のシングル。発売元はユニバーサルミュージック。

## 解説
- 前作『ジャパンパン〜日本全国地元化計画〜』から約3ヶ月振りのシングル。
- DVDには、「王様ゲーム」のPVと特典映像「地元ですツアーの軌跡と副音声の軌跡」を収録。

## 収録曲

### CD
1. 王様ゲーム(動画)
2. one way
3. 王様ゲーム (BEACH CLUB REMIX)
4. 王様ゲーム (Instrumental)

### DVD
1. 王様ゲーム MUSIC VIDEO
2. 地元ですツアーの軌跡と副音声の軌跡